# デルフト新教会のウィレム沈黙公墓廟
『デルフト新教会のウィレム沈黙公墓廟』（デルフトしんきょうかいのウィレムちんもくこうぼびょう、蘭: De graftombe van Willem de Zwijger in de Nieuwe Kerk in Delft、英: The Tomb of William the Silent in the Nieuwe Kerk in Delft）は、オランダ絵画黄金時代の画家ヘラルト・ハウクヘーストが1651年に板上に油彩で制作した絵画である。画面中央の柱の下の部分に、「GH 1651」という画家の署名と制作年が記されている。作品は1764年にウィレム5世 (オラニエ公) のコレクションに入ったが、ナポレオン戦争中にフランス軍により接収され、1815年までパリのナポレオン美術館 (現在のルーヴル美術館) に所蔵されていた。1815年の返還後はデン・ハーグのウィレム5世ギャラリーでの展示を経て、1822年以来、デン・ハーグのマウリッツハイス美術館に所蔵されている。

## 作品
ハウクヘーストは、デルフトの画家ギルドに入会して11年後の1650年に突然、同市の2つの教会を舞台にした傑作を生みだし、教会内部の表現における革新者として周囲の画家たちに大きな影響を与えることとなった。彼はオランダ絵画史上に永遠に記録されるべき作品を残したが、わずか数年の制作活動の後に忽然と画壇から姿を消した。
1651年の年記を持つ本作は画家の代表的作例である。ハウクヘーストが最も得意としたデルフト新教会内陣の一角を題材としたものであり、2点の消失点透視図法という斬新な手法を持っている。結果として、場面には、作為的でない、自然な効果が与えられている。
中央に見えるのは、ヘンドリック・デ・ケイゼルによるウィレム1世 (オラニエ公) の墓碑である。その前方には巨大な円柱が聳えているため、鑑賞者の視線は伝統的な1点消失点透視図法の作品のように一方向に導かれて、画面の外へ突き抜けてしまうことはない。左右に、そして上方へと、あたかも実際に聖堂内にいるかのように、空間の中を自由にめぐることができる。小品であるにもかかわらず、画面が広い空間であるかのように感じさせるのは、巧妙な光の描写とともに、この斬新な視点の設定によるところが大きい。
加えて、ハウクヘーストが現実のデルフト新教会を改変させていることによる効果も無視できない。実際に、この教会は木造円筒型穹窿を架された質素な聖堂なのである。しかし、本作の円柱は白大理石のように輝かしく、さらに実際の比率よりも縦長に引き伸ばされて表されており、きわめて高貴な聖堂へと変貌している。
この1651年制作の絵画は、オランダが正式な独立を果たしたヴェストファーレン条約 (1648年) 締結直後の時期に描かれた。オランダ独立戦争の指揮をとったものの、志半ばで刺客の手に斃れたウィレム沈黙公の墓碑が本作で中心的な位置を占めているのは偶然ではない。墓碑の四隅に立つ寓意像のうちで、鑑賞者の方を向いているのは帽子を手にした「自由」の像である。なお、中央の柱の下の部分には、17世紀のグラフィティが描かれている。